# 군외면

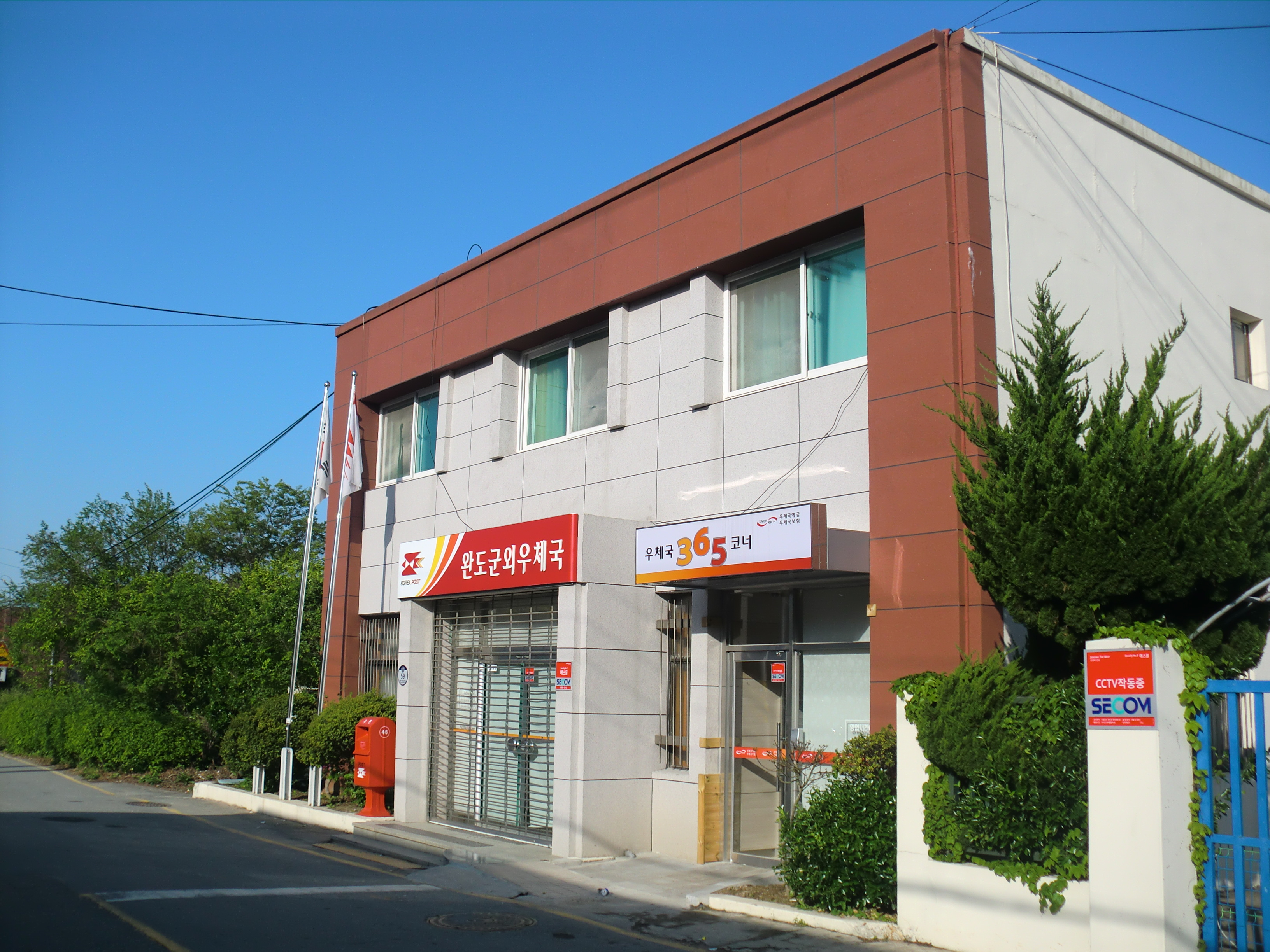
완도군외우체국

군외면은 전라남도 완도군에 속하며, 전라남도 완도군 본섬인 완도의 북쪽에 위치해 있다. 면소재지는 원동리이다.

## 행정구역
| 법정리 | 행정리                               |
| ------ | ------------------------------------ |
| 당인리 | 당인리, 백일리, 흑일리               |
| 대문리 | 갈문리, 대문리                       |
| 불목리 | 고마리, 불목리, 영흥리               |
| 삼두리 | 삼두리                               |
| 신학리 | 망축리, 신흥리, 용계리, 초평리       |
| 영풍리 | 대창1리, 대창2리, 영풍리, 사후리     |
| 원동리 | 달도리, 염수리, 원동리               |
| 황진리 | 교인리, 남선리, 중리, 토도리, 황진리 |

## 부속 도서
- 당인리, 대문리, 불목리, 삼두리, 신학리, 영풍리, 원동리, 황진리 : 완도
- 당인리 : 닭섬, 동화도, 백일도, 서화도, 소화도, 양도, 흑일도, 산113번지 섬
- 불목리 : 고마도
- 영풍리 : 사후도, 906번지 섬, 산243번지 섬, 산905번지 섬
- 원동리 : 달도
- 황진리 : 계도, 장구도, 토도

## 환경
2009년 7월에 멸종위기 생물인 긴꼬리투구새우가 발견되었다.

## 교통
해남군의 남창리와 달도를 잇는 남창교, 달도와 군외면의 원동리를 잇는 완도연륙교가 있다.

## 관광
2004년 11월 완성되어 KBS 드라마 《해신》이 촬영된 '신라방' 세트장이 군외면 불목리에 있으며, 또한 같은 드라마가 촬영된 '청해포구' 세트장이 완도읍 대신리에 존재한다.

## 유명인사
- 김창숙 - 1965년 TBC 공채 5기 탤런트. 불목리에서 태어나 세살까지 살았다.[3]

## 주요 시설
- 군외면사무소 - 군외면 원동리 위치함
- 완도수목원 - 전라남도 산림자원연구소 산하기관. 군외면 대문리 위치함
- 완도청소년훈련원 - 군외면 불목리 위치함
- 군외중학교 - 군외면 원동리 위치함

## 교육 기관
- 군외초등학교 : 군외면 청해진서로 2020
  - 군외국민학교 달도분교 : 군외면 원동리 696
  - 군외국민학교 서화도분실 : 군외면 당인리 산 125-1
  - 군외국민학교 화도분교 : 군외면 당인리 산 76-2
  - 군외초등학교 고마분교 : 군외면 불목리 653
  - 군외초등학교 백일분교 : 군외면 백일도길 33-19
  - 군외초등학교 불목분교 : 군외면 청해진북로 609
    - 군외동국민학교 토도분교 : 군외면 토도길 8-16
    - 군외동초등학교 황진분교 : 군외면 청해진로 462

  - 군외초등학교 사후분교 : 군외면 사후도길 46
  - 군외초등학교 흑일분교 : 군외면 흑일도길 2-100
- 군외남초등학교 : 군외면 삼두리 728-4
- 군외중학교 : 군외면 원동길 37-26